# Кузнєцов Герард Олексійович
Кузнєцов Герард Олексійович (*23 вересня 1925 — †25 березня 2020) — український краєзнавець, почесний громадянин м. Чернігів (2005).

## Життєпис
Народився 23 вересня 1925 року в місті Вологда. У 1934 році родина переїхала до Чернігова та оселилася на Лісковиці. Виживши в окупованому місті, влітку 1943 року юнак приєднався до партизанського загону, який діяв у складі з'єднання під командуванням М. І. Шукаєва, а згодом воював у підрозділах І-го Українського фронту. Після війни залишався у війську й до Чернігова повернувся тільки 1959 року. Працював на меблевій фабриці, ВО «Хімволокно», в «Інтуристі».
У 1967 році разом із однодумцями створив спелео-археологічну секцію при Українському товаристві охорони пам'яток історії та культури, члени якої з перших днів почали активно досліджувати рідний край. Секція заклала основу майбутнього музейного гуртка «Юний археолог».
На початку 2000-х років започаткував пошуковий клуб «Патріот», а в 2012 році — пошуковий клуб «Пам'ять Перемоги».
Помер у Чернігові 25 березня 2020 року.

## Творчий доробок
Є автором кількох книг з історії Чернігова:
- «Растерзанный Чернигов, или Юность, опаленная войной»
- «Тайны древнего Чернигова и его клады»